# Anou Achra Lemoun
Anou Achra Lemoun est une grotte de Djurdjura en Algérie. Elle a une longueur de 323 m,,